# Baeoura cooksoni
Baeoura cooksoni är en tvåvingeart som först beskrevs av Alexander 1958.  Baeoura cooksoni ingår i släktet Baeoura och familjen småharkrankar. Inga underarter finns listade i Catalogue of Life.